# کریستاپور ایوانیان
کریستاپور ایوانیان (ارمنی: Քրիստափոր Իվանյանի؛ ۲۰ دسامبر ۱۹۲۰ – ۳۰ اوت ۱۹۹۹) یک فرد نظامی اهل ارمنستان بود. وی در جنگ جهانی دوم و جنگ قره‌باغ شرکت نمود.

## نشان‌ها
- نشان لنین, دو مرتبه
- نشان پرچم سرخ
- نشان سوورف, درجه سوم
- نشان جنگ میهنی
- Order of the Red Star, سه مرتبه
- Jubilee Medal "In Commemoration of the 100th Anniversary since the Birth of Vladimir Il'ich Lenin"
- Medal "For Distinction in Military Service"
- مدال دفاع از قفقاز
- Jubilee Medal "30 Years of the Soviet Army and Navy"
- Jubilee Medal "40 Years of the Armed Forces of the USSR"
- Czechoslovak War Cross 1939-1945
- نشان صلیب رزمی (ارمنستان) (درجه یک)
- مدال مارشال باقرامیان
- قهرمان آرتساخ (۲۰۰۰)

وی همچنین برنده جوایزی همچون درجه پرچم سرخ و نشان لنین شده است.